# Hidrosfera
Hidrosfera é a esfera de todas as águas do planeta, os quais formam uma camada descontínua sobre a superfície da Terra.

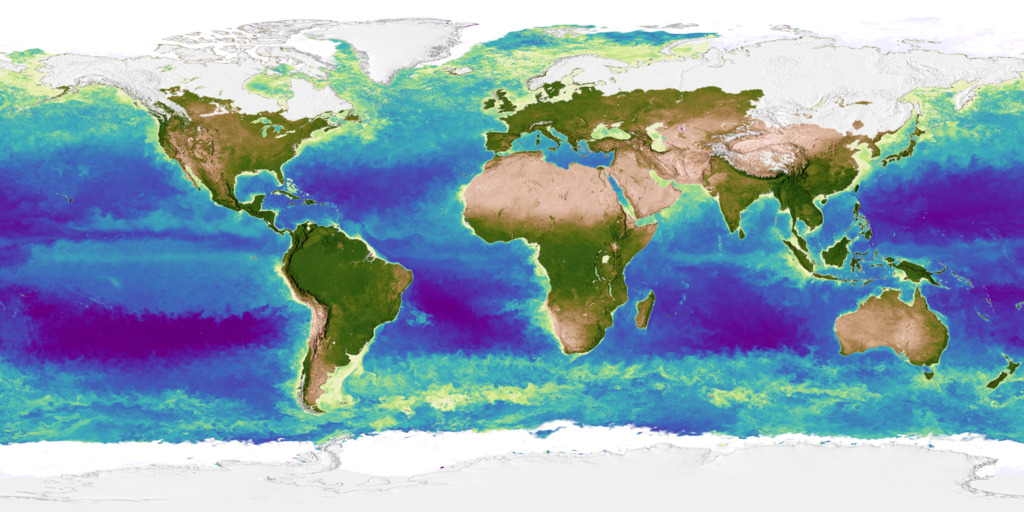
Imagem da Terra, destacando áreas cobertas por oceanos.

O termo hidrosfera vem do grego: hidro + esfera = esfera da água. Compreende todos os rios, ribeirões, córregos, riachos, lagos, lagoas, mares, oceanos e todas as águas subterrâneas, bem como as águas marinhas e salobras, águas glaciais e lençóis de gelo, vapor de água, as quais correspondem a 70% de toda a superfície terrestre, sendo que os oceanos são responsáveis por 97,2% de toda a água, isso significa que cerca de 2/3 da superfície terrestre é coberta por oceanos. A hidrosfera é uma das divisões da biosfera. Incluem-se na hidrosfera todos os organismos vivos que habitam na água ou dependem dela e também todos os habitats aquáticos.
A hidrosfera e a atmosfera juntas permitem a vida no planeta, tendo sido também os agentes formadores dos mais importantes combustíveis fósseis: o petróleo e o carvão.
Compõe junto com a atmosfera e a litosfera as três principais camadas da Terra.

## Hidrosfera da Terra

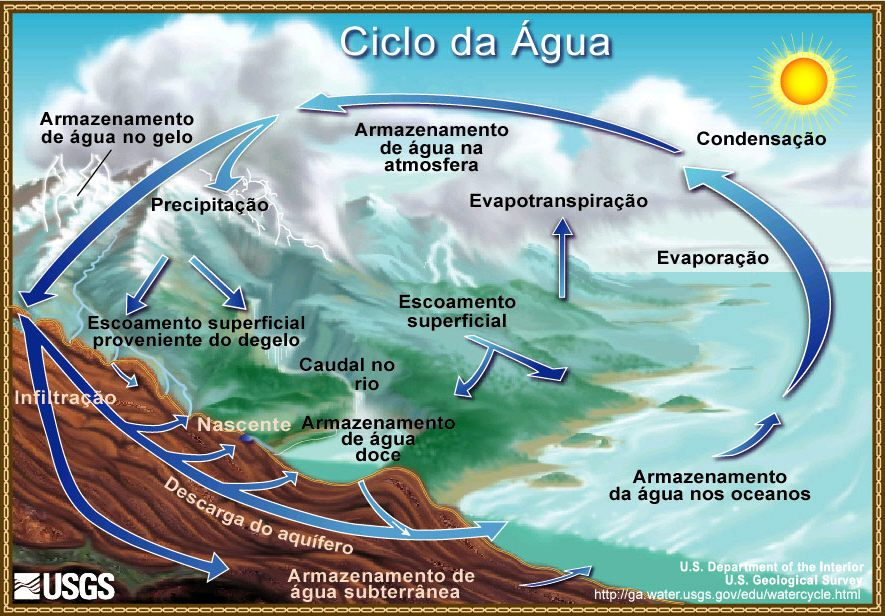
Esquema do ciclo hidrológico (ou ciclo da água).

A hidrosfera da Terra consiste principalmente em oceanos, mas inclui todos os ambientes aquáticos, como citado anteriormente. A profundidade do oceano é de 3794 m (em média), mais de cinco vezes a altura média dos continentes. A massa dos oceanos é de aproximadamente 1.35 x 1018 toneladas, ou cerca de 1/4400 da massa total da Terra.
A abundância de água na Terra é uma característica original que distingue nosso chamado "planeta azul" de outros no sistema solar. Aproximadamente 70,8% (97,2% de água do mar e 3% de água doce) da Terra são cobertos de água e somente 29,2% de terra. A órbita solar, o vulcanismo, a gravidade, o efeito estufa e a atmosfera combinam-se para fazer da Terra um planeta de água.
A Terra é provavelmente o único planeta do sistema solar onde se encontra a água em estado líquido. Sem a ação do efeito estufa a água certamente congelaria. Estudos paleontológicos indicam que logo após as cianobactérias colonizarem os oceanos, o efeito estufa teria "falhado", e os oceanos teriam congelado por 10 a 100 milhões de anos. Tal acontecimento é chamado de Snowball Earth (Bola de Neve Terrestre "em inglês").
Em outros planetas, tais como Vênus, a água gasosa é destruída pela radiação ultravioleta do sol, e o hidrogênio é ionizado e afastado pelo vento solar. Este efeito é lento, mas inexorável. Esta é uma hipótese que explica porque Vênus não teria nenhuma água.
Na atmosfera da Terra, uma camada tênue de ozônio dentro da estratosfera absorve a maior parte da radiação ultravioleta, reduzindo seus impactos. O ozônio pode ser produzido em uma atmosfera que contenha uma grande quantidade de oxigênio, produzido na biosfera (através das plantas).
O vulcanismo emite continuamente vapor de água oriundo do interior do planeta. O movimento das placas tectônicas libera dióxido de carbono. Os minerais presentes no interior da Terra contêm grande quantidade de água.

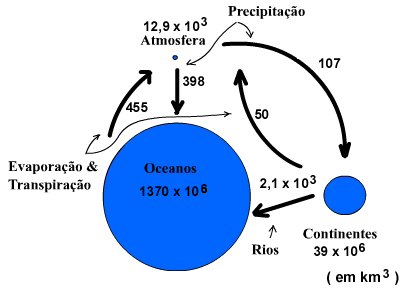
Ciclo hidrológico: A proporção entre os volumes das três esferas representadas na figura corresponde à dos volumes de água contidos nos continentes, nos oceanos e na atmosfera. As setas indicam a troca de água entre eles

O ciclo da água descreve os métodos de transporte da água na hidrosfera. Este ciclo inclui a água presente abaixo da superfície e nas rochas (litosfera), a água presente nas plantas e nos animais (biosfera), a água que se encontra na superfície e a água que se encontra na atmosfera em forma de vapor, nuvem e chuva.

### História
Há diversas teorias a respeito da formação da hidrosfera na Terra. O planeta contêm proporcionalmente mais água na superfície do que outros corpos existentes no sistema solar.
Uma das hipóteses que tem ganhado popularidade entre cientistas é a de que a Terra esteja sujeita a um período de bombardeio de cometas e asteroides ricos em gelo assim tendo água e mais água. Outra teoria que explica o surgimento da hidrosfera diz que, quando a Terra apresentava temperaturas altíssimas, vulcões expeliam vários gases e vapores de água. Esses vapores favoreceram a ocorrência de chuvas, que resfriaram e amenizaram a temperatura do planeta.

#### Idades do gelo

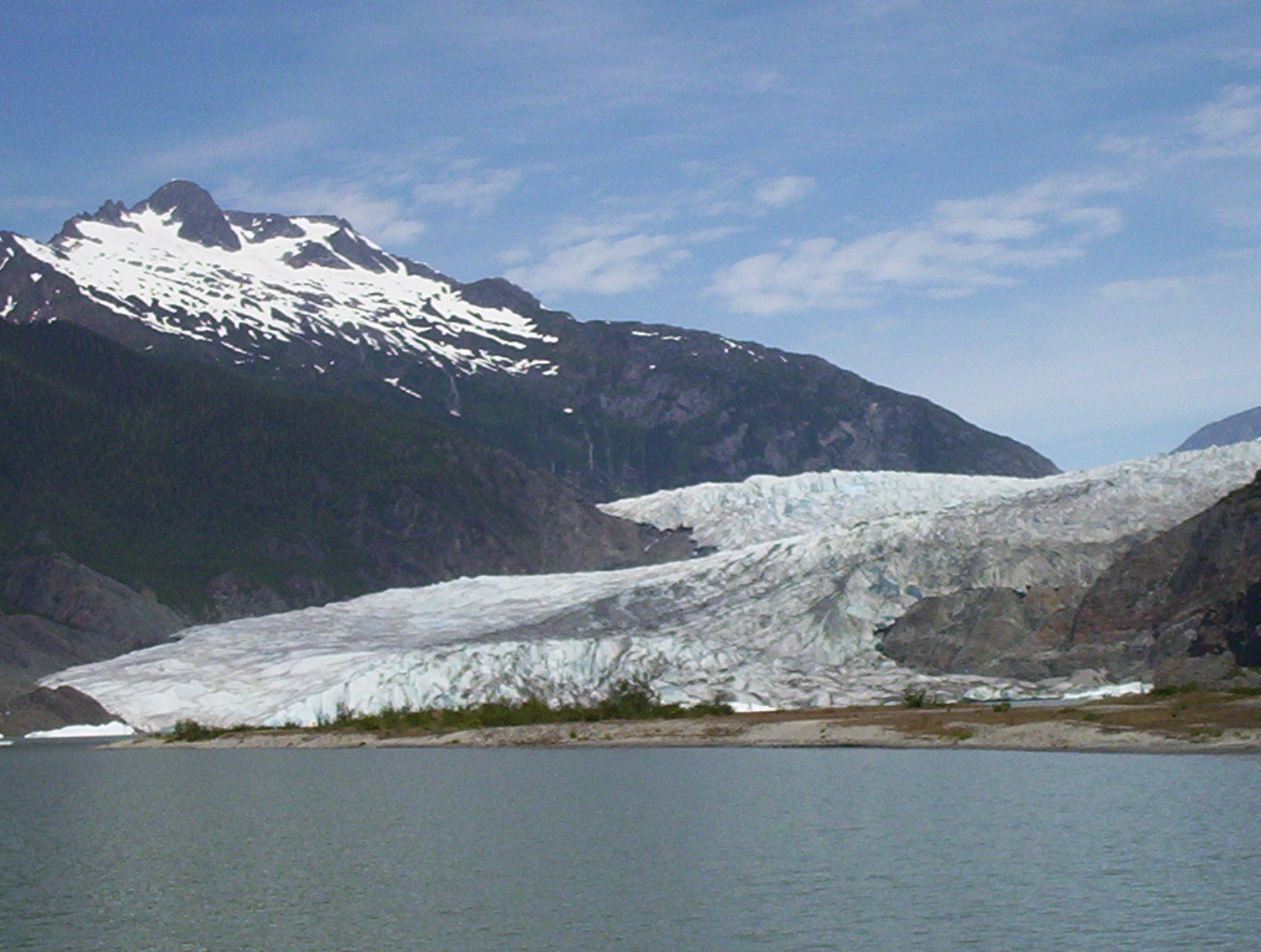
Glaciar no Alasca, EUA.

Durante a história da Terra houve uma série de períodos em que uma parcela significativa da hidrosfera ficou congelada, sendo assim, ficou no estado sólido. Durante esse período, acredita-se que o gelo do mar se estendeu até a região da linha do Equador.
Teriam acontecido quatro idades do gelo principais durante a história terrestre. A última há aproximadamente 4107 anos atrás e ganhou intensidade durante o pleistoceno.
Os indícios da existência dessa era são bastantes evidentes até mesmo para as nossas épocas. A existência de fósseis de animais extintos, como dinossauros (répteis), e certas características em animais sobreviventes nos períodos atuais mostram fortemente os indícios da sua existência.

### Vida
Em praticamente todos os ambientes aquáticos existentes na atmosfera possibilitam o surgimento e o desenvolvimento de seres vivos. O ciclo da água permite a purificação natural da água salgada e doce. Através da evaporação é removido grande parte dos poluentes existentes na atmosfera, purificando-a. Embora a maior parte da vida na Terra existir nos oceanos e outros ambientes aquáticos, os seres humanos estão particularmente interessados na hidrosfera porque esta fornece água para o consumo humano.

## Outras hidrosferas
Acredita-se que possa existir uma hidrosfera "grossa" em torno do satélite Europa, do planeta Júpiter. A camada exterior desta hidrosfera seria congelada quase inteiramente, mas os modelos atuais predizem que há um oceano até 100 quilômetros dentro - a profundidade debaixo do gelo.
Sugeriu-se que o satélite Ganímedes, também de Júpiter, pode também possuir um oceano subsuperficial. Entretanto, acredita-se que a camada exterior desta atmosfera seja mais "grossa" do que a existente em Europa.
A Hidrosfera é a camada de água dos oceanos, uma das mais importantes para a nossa sobrevivência.